# Dorfkirche Dannefeld

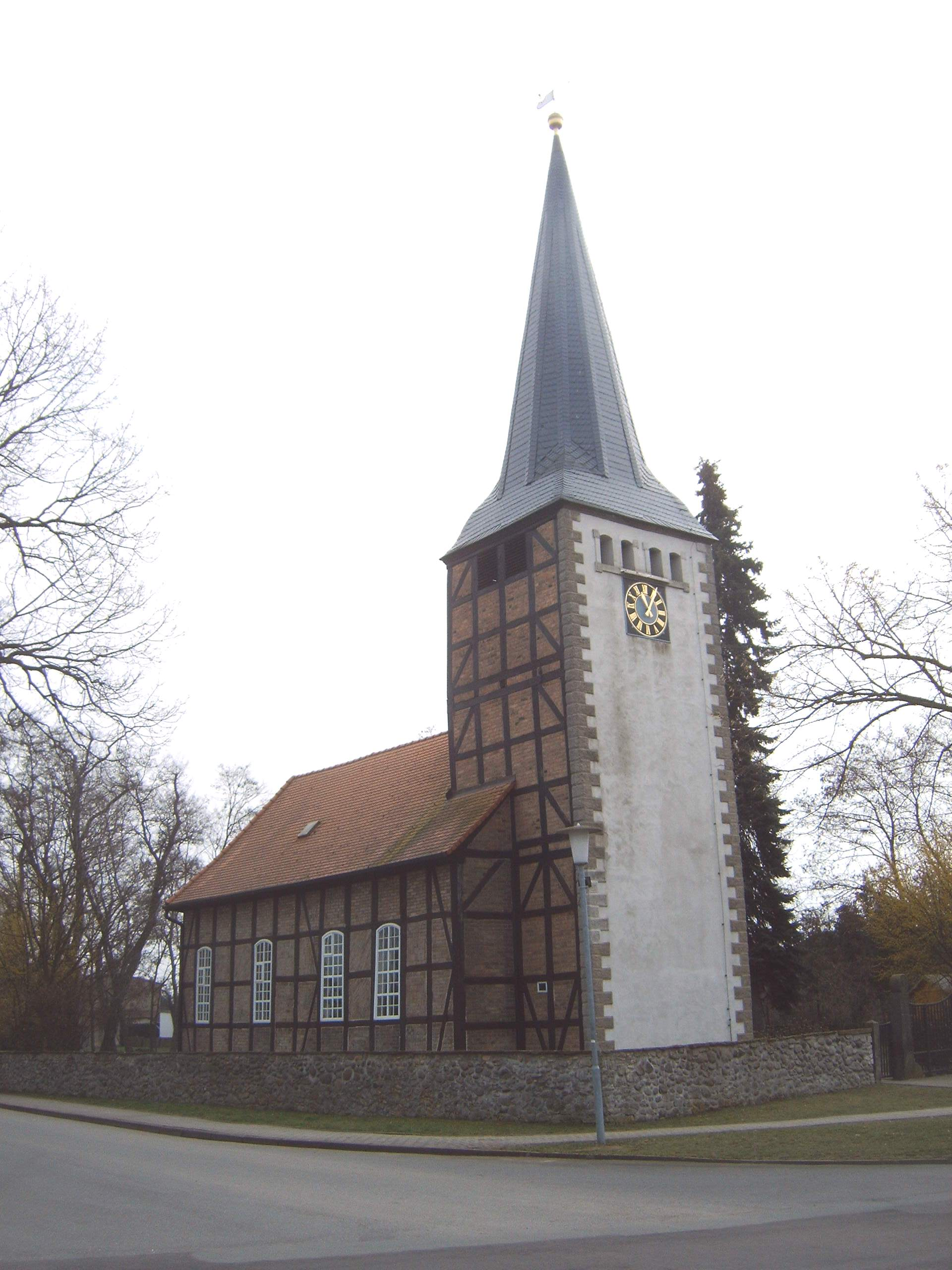
Dorfkirche Dannefeld

Die Dorfkirche Dannefeld ist die evangelische Kirche des Dorfes Dannefeld im Drömling in Sachsen-Anhalt. Sie gehört zum Pfarrbereich Mieste der Evangelischen Kirche in Mitteldeutschland.

## Geschichte
Die Kirche entstand im Jahr 1774 in der Zeit der wassertechnischen Regulierung des Drömlings. Amelie Sack von der Deutschen Stiftung Denkmalschutz weist darauf hin, dass sie damit „typisch für eine Reihe von etwa gleichzeitig entstandenen Sakralbauten im Dröming“ sei. In der Zeit um 1900 wurde sie umgebaut. Dabei entstanden jedoch handwerkliche Fehler, die im Anfang des 21. Jahrhunderts schließlich dazu führten, dass das Bauwerk einzustürzen drohte. 2019 begann die Sanierung des Kirchturms; anschließend soll das Kirchenschiff instand gesetzt werden.

## Baubeschreibung
Kirchenschiff und Turm wurden in Fachwerkbauweise errichtet. Das Schiff verfügt über einen dreiseitigen Ostschluss. Der auf der Westseite befindliche Turm wurde auf quadratischem Grundriss errichtet. Die Westmauer des Turms wurde zwischenzeitlich grundlegend erneuert. In der Kirche befindet sich eine Bronzeglocke die 1766 von Meister Behrens aus Salzwedel geschaffen wurde.
Im Inneren befindet sich auf der Westseite eine Empore. Die Decke wurde als Muldendecke gestaltet.

## Ausstattung
Bemerkenswert ist ein geschnitzter Altaraufsatz aus dem ersten Viertel des 16. Jahrhunderts. Dieser wurde bereits 1613 aus Calvörde erworben. Im Mittelschrein ist in einem Strahlenkranz die Muttergottes, umgeben von Engeln, abgebildet. Um sie herum sind die Heiligen Sankt Georg, vermutlich Sankt Kunigunde, Sankt Christophorus und Sankt Katharina abgebildet. In den Altarflügeln befinden sich Abbildungen der zwölf Apostel. Auf den Außenseiten sind noch Reste von Passionsszenen zu erkennen.
Die verzierte Kanzel im Stil des Barock stammt aus dem Jahr 1662 und trägt das Wappen der Stadt Gardelegen. Der ebenfalls barocke Taufengel entstand Ende des 17., Anfang des 18. Jahrhunderts. Eine altmärkische Bauernfahne datiert aus dem Jahr 1675.
Die Orgel wurde 1883 von August Troch aus Neuhaldensleben geschaffen.
Die Zufahrt zum Kirchhof wird von aus Sandstein gefertigten Pfeilern flankiert, in die Reliefs und passende Bibelsprüche eingemeißelt sind.